# Epitausa dilina
Epitausa dilina là một loài bướm đêm trong họ Erebidae.